# Paweł Scheffler
Paweł Scheffler – polski językoznawca, dr hab., profesor uczelni Instytutu Lingwistyki Stosowanej Państwowej Wyższej Szkoły Zawodowej im. Jana Amosa Komeńskiego w Lesznie i Zakładu Angielskiego Językoznawstwa Stosowanego i Dydaktyki Języka Angielskiego Wydziału Anglistyki Uniwersytetu im. Adama Mickiewicza w Poznaniu.

## Życiorys
W 1993 ukończył studia filologiczne na Uniwersytecie im. Adama Mickiewicza, 21 września 2000 obronił pracę doktorską Zjawiska refleksywizacji w języku angielskim i polskim: analizy teoretyczne i empiryczne badania akwizycji języka drugiego, następnie uzyskał stopień doktora habilitowanego. Został zatrudniony na stanowisku adiunkta w Wyższej Szkole Języków Obcych im. Samuela Bogumiła Lindego w Poznaniu i w Instytucie Filologii Angielskiej na Wydziale Neofilologii Uniwersytetu im. Adama Mickiewicza.
Był profesorem nadzwyczajnym w Zakładzie Angielskiego Językoznawstwa Stosowanego i Dydaktyki Języka Obcego na Wydziale Anglistyki Uniwersytetu im. Adama Mickiewicza w Poznaniu, oraz w Instytucie Humanistycznym na Wydziale Społecznym i Inżynieryjnym Państwowa Wyższa Szkoła Zawodowa w Wałczu.
Jest profesorem uczelni w Zakładzie Angielskiego Językoznawstwa Stosowanego i Dydaktyki Języka Angielskiego Wydziału Anglistyki Uniwersytetu im. Adama Mickiewicza w Poznaniu i w Instytucie Lingwistyki Stosowanej Państwowej Wyższej Szkole Zawodowej im. Jana Amosa Komeńskiego w Lesznie.
Awansował na stanowisko kierownika Zakładu Angielskiego Językoznawstwa Stosowanego i Dydaktyki Języka Angielskiego Wydziału Anglistyki Uniwersytetu im. Adama Mickiewicza w Poznaniu.